# Ню Мадрид (окръг, Мисури)
Окръг Ню Мадрид (на английски: New Madrid County в превод Нов Мадрид) е окръг в щата Мисури, Съединени американски щати. Площта му е 1808 km², а населението - 17 589 души. Административен център е град Ню Мадрид.